# Pselafobia
La pselafobia è un tipo di fobia, consistente nella paura di toccare determinati oggetti.

## Etimologia
Il termine è un composto del greco pselaphao, che significa "io tocco", e del suffisso -fobia.

## Forme di pselafobia
A seconda dell'oggetto interessato da questa fobia, la pselafobia si può distinguere in:
- acmofobia, ovvero la paura di toccare oggetti acuminati[1]
- metallofobia, ovvero la paura di toccare i metalli[1]
- tricofobia, ovvero la paura di toccare capelli, peli, ecc.[1]